# 3周刊
3周刊是香港南華傳媒集團旗下的一本消閒雜誌，每期出書兩冊。2016年4月8日突然停刊，宣佈不再發行。

## 每期基本結構
3週刊是南華傳媒集團旗下的一本資訊、娛樂週刊雜誌 ，於1999年創刊的。有別於其他同屬南華傳媒集團的刊物，3週刊沒有明顯地針對某一讀者群，反而定位為合家歡的消閒娛樂雜誌，迎合跨年齡及性別讀者的口味。
每期一書三冊，分別為《3周刊》，《Liza Recipe》，《Liza Net》。《3周刊》（主刊）一書約有220頁，而《Liza Recipe》及《Liza Net》（副刊）則約為25頁。
每期3周刊（主刊）主力報道娛樂新聞，基本欄目包括一周娛聞、好姨講場、娛樂熱料、名人專訪、娛樂資訊及星光大道。至於《Liza Recipe》及《Liza Net》（副刊）顧名思義，以合家歡綜合家庭資訊為主，內容包羅萬有，包括食譜及資訊等欄目。
其中以專欄好姨講場最為特別，由3週刊著名的人物好姨報導最新的娛樂新聞。

## 一般資料
3周刊是南華傳媒旗下的一本消閒雜誌，其總編輯為三周刊編輯委員會，逢星期五出版，每期出書三冊，售價為港幣8元。3周刊由勤力德書報發行有限公司發行，耀詠投資有限公司出版。
3周刊是香港出版銷數公正會的會員。在2007年4月1日至2007年6月30日期間，經核實每期平均銷售90,622冊。

## 女星被虐棵照事件
3周刊第160期（2002年11月2日出版）以「被虐裸照真相公開」作封面，於封面及內頁刊登涉案裸照，（1）被淫褻物品審裁處評定為三級淫褻物品，《3周刊》不服裁決，2008年1月16日，終審法院否決《3周刊》的上訴。（2）